# Coalición de centroizquierda
Coalición de centroizquierda (en italiano, Coalizione di centrosinistra) es una alianza política de partidos políticos en Italia, activa bajo varias formas y nombres, desde 1995, cuando El Olivo se formó bajo el liderazgo de Romano Prodi. La coalición de centroizquierda ha gobernado el país durante más de quince años, entre 1996 y 2022; para hacerlo, tuvo que depender principalmente de un amplio espectro que iba desde la izquierda más radical, que tuvo más peso entre 1996 y 2008, hasta el centro político, que tuvo más peso durante la década de 2010, y sus principales partidos también formaron parte de grandes coaliciones y gobiernos de unidad nacional.
La coalición compitió principalmente con la coalición de centroderecha liderada por Silvio Berlusconi. En las elecciones generales de 1996, El Olivo consistió en la mayor parte de la izquierdista Alianza de los Progresistas y la mayor parte del centrista Pacto por Italia, las dos coaliciones perdieron en las elecciones generales de 1994, la primera elección bajo un sistema basado principalmente en el escrutinio mayoritario uninominal. En 2005, La Unión se fundó como una coalición más amplia para disputar las elecciones generales de Italia de 2006, que luego colapsaron debido a Clemente Mastella durante la crisis política de Italia de 2008, con la caída del Segundo Gobierno Prodi.
A finales de la década de 2000 y principios de la de 2010, la coalición de centroizquierda se construyó en torno al Partido Democrático (PD), que se estableció en 2007 a partir de una fusión de Demócratas de Izquierda y Democracia es Libertad-La Margarita, los principales partidos integrantes de El Olivo y La Unión. La coalición de centroizquierda formó parte de los gobiernos italianos desde noviembre de 2011 hasta junio de 2018, cuando se formó un gobierno de coalición entre el Movimiento 5 Estrellas (M5S) y la Liga.
En septiembre de 2019, la centroizquierda regresó al poder en coalición con el M5S, y los partidos de centroizquierda participaron en el gobierno de unidad nacional de Mario Draghi, quien fue primer ministro del país desde febrero de 2021 hasta la crisis del gobierno de Italia de 2022 en julio que condujo a las elecciones generales de Italia de 2022. Bajo una ley electoral (Rosatellum) que favorecía la unidad y las coaliciones, una dividida centroizquierda, M5S y escisiones centristas del PD sufrieron una pérdida frente a la coalición de centroderecha, que ganó la mayoría de escaños desde las elecciones generales de Italia de 2008.

## Antecedentes

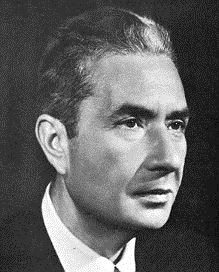
Aldo Moro en la década de 1960.

En 1962, el líder de la Democracia Cristiana (DC), Amintore Fanfani, formó un gabinete con miembros del Partido Socialista Democrático Italiano (PSDI) y el Partido Republicano Italiano (PRI); se considera el comienzo de la Centroizquierda Orgánica.
El 4 de diciembre de 1963, Aldo Moro formó el primer gobierno con el apoyo del Partido Socialista Italiano (PSI). Los políticos socialistas prominentes, como Pietro Nenni y Antonio Giolitti, fueron nombrados ministros. Después de unos años, el líder demócrata cristiano Mariano Rumor, propuso una nueva coalición de gobierno compuesta por partidos de centroizquierda. El Gobierno Rumor aprobó la ley de divorcio, un nuevo Estatuto de los Trabajadores, la creación de la Comisión Antimafia y una reforma para otorgar más poderes y autonomía a las Regiones. La coalición aún juzgó al Partido Comunista Italiano (PCI) y al Movimiento Social Italiano como demasiado extremistas para participar en el gobierno. A nivel internacional, la coalición se basó en un fuerte europeismo y atlantismo de una política pro-árabe (Craxi y Andreotti). Este hecho causó muchas fricciones entre los Liberales y los Socialistas, y fue una de las causas de la desintegración de la coalición.
Después de la caída de la Centroizquierda Orgánica, comenzó una nueva temporada, con el establecimiento del llamado Compromiso Histórico, una alianza política histórica italiana y formada por Demócratas Cristianos y Comunistas en la década de 1970. En 1973, el secretario general del PCI, Enrico Berlinguer, lanzó en Rinascita (una revista comunista) una propuesta para una "alianza democrática" con la DC, abrazada por Aldo Moro. El llamado a esta alianza se inspiró en el derrocamiento del gobierno de Allende en Chile. Para Berlinguer, los acontecimientos en Chile demostraron que la izquierda marxista no podía aspirar a gobernar en países democráticos sin establecer alianzas con fuerzas más moderadas. Después del golpe chileno de 1973, hubo una cooperación entre el PCI y la DC que se convirtió en una alianza política en 1976. Luego, el PCI de Berlinguer intentó distanciarse de la Unión Soviética, con el lanzamiento del "Eurocomunismo" junto con el Partido Comunista de España y el Partido Comunista Francés.
Sin embargo, el Compromiso Histórico fue impopular entre los otros grupos de izquierda moderada como el Partido Republicano Italiano y el Partido Socialista Italiano, encabezados respectivamente por Ugo La Malfa y Bettino Craxi. Además, el centrista demócrata cristiano Giulio Andreotti tenía dudas sobre la adaptación. En el XIV Congreso de la DC de 1980, el ala moderada de la DC ("Iniciativa Democrática", "Dorothean" y "Nueva Fuerza") ganó con un programa anticomunista, obteniendo el 57.7% de los votos, mientras que el ala conservadora de la DC liderada por Benigno Zaccagnini y la facción "Primavera" de Giulio Andreotti, irónicamente, obtuvieron un 42,3% con un programa pro-Compromiso. El nuevo secretario de la DC fue Flaminio Piccoli, un Doroteano, y el Compromiso se suspendió. En noviembre de 1980, Berlinguer anunció el fin del Compromiso Histórico.

## Historia

### Camino al Olivo

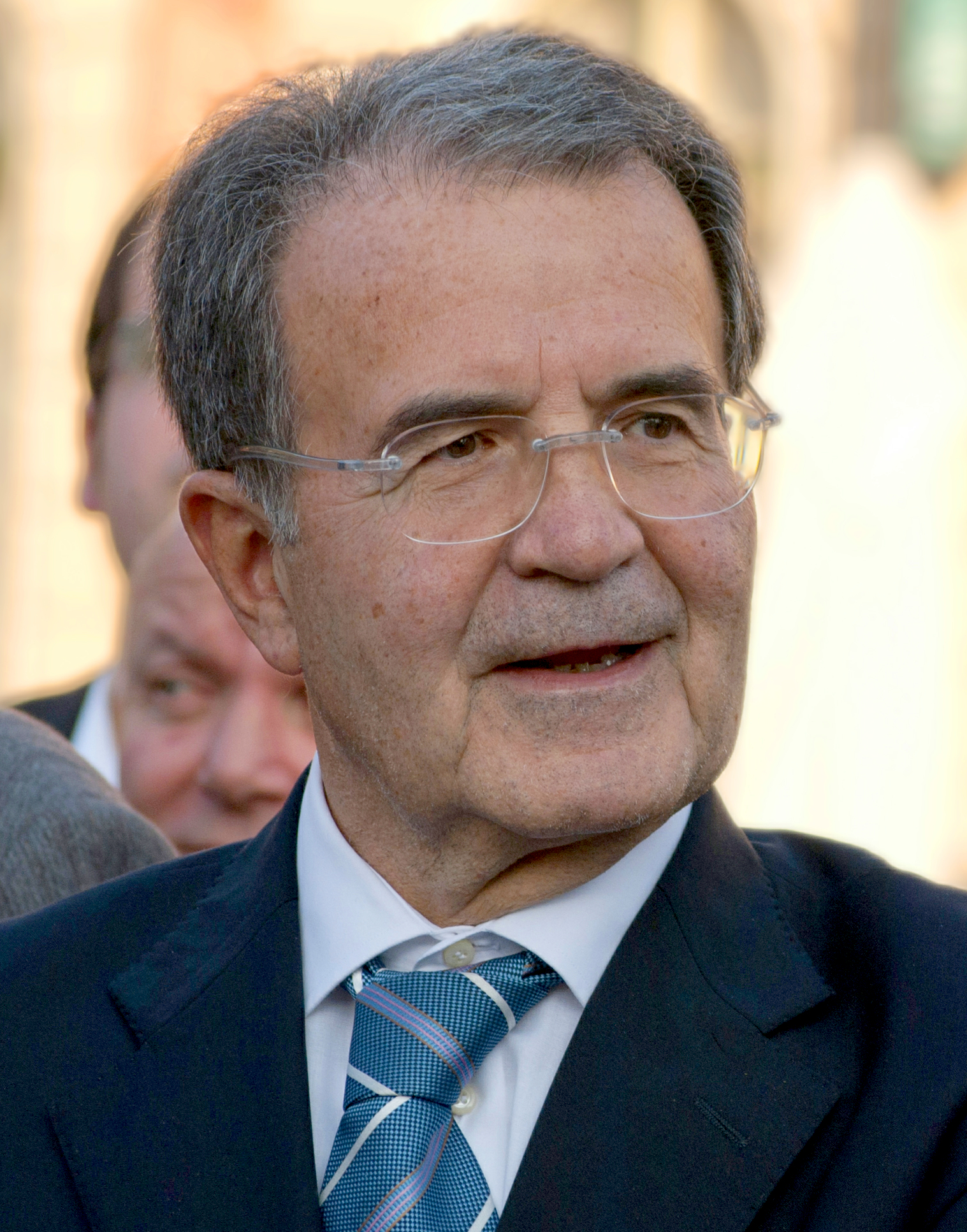
Romano Prodi

Tras las elecciones generales de 1994, ganadas por la coalición de centroderecha de Silvio Berlusconi, la izquierdista Alianza de los Progresistas y el centrista Pacto por Italia iniciaron una cooperación parlamentaria, que llevó en marzo de 1995 a la fundación de El Olivo. El líder histórico y el ideólogo de estas coaliciones fue Romano Prodi, profesor de economía y ex demócrata cristiano de izquierda, quien inventó el nombre y el símbolo de El Olivo con Arturo Parisi en 1995.
En 1995, la Liga Norte abandonó el Polo de las Libertades y apoyó el gobierno tecnocrático de Lamberto Dini, junto con el Pacto por Italia y la Alianza de los Progresistas.
El 21 de abril de 1996, El Olivo ganó las elecciones generales de 1996 en alianza con el Partido de la Refundación Comunista (PRC), lo que convirtió a Romano Prodi en el primer ministro de Italia. Fue la primera vez desde 1946 que los Comunistas, ahora reunidos en el Partido Democrático de la Izquierda, tomaron parte en el gobierno del país y uno de sus líderes, Walter Veltroni, quien se postuló con Prodi en una larga campaña electoral, fue vice primer ministro. El 9 de octubre de 1998, el Primer Gobierno Prodi cayó cuando el PRC abandonó la alianza. Desde el 21 de octubre de 1998, El Olivo fue el núcleo de los gobiernos liderados por Massimo D'Alema y por Giuliano Amato. Cuando D'Alema fue nombrado primer ministro, fue la primera vez en Italia y Europa occidental que un heredero de la tradición comunista llegó a liderar un gobierno. El 13 de mayo de 2001, liderado por Francesco Rutelli, quien se postuló con Piero Fassino, la coalición perdió las elecciones generales contra Silvio Berlusconi y su coalición de centroderecha Casa de las Libertades.

### La Unión
La Unión fue el heredero directo de la coalición El Olivo. Sin embargo, La Unión era una alianza heterogénea que también incluía partidos de la izquierda radical, que no formaban parte de El Olivo. Romano Prodi ganó las elecciones generales de abril de 2006 por un margen muy estrecho debido a la nueva ley electoral de Calderoli, aunque Silvio Berlusconi primero se negó a reconocer la derrota. La coalición de Prodi resultó ser extremadamente frágil, ya que el margen de dos votos en el Senado permitió que casi cualquier partido de la coalición vetara la legislación y los puntos de vista políticos dentro de la coalición que se extiende desde los partidos Comunistas de extrema izquierda a los Demócratas Cristianos.

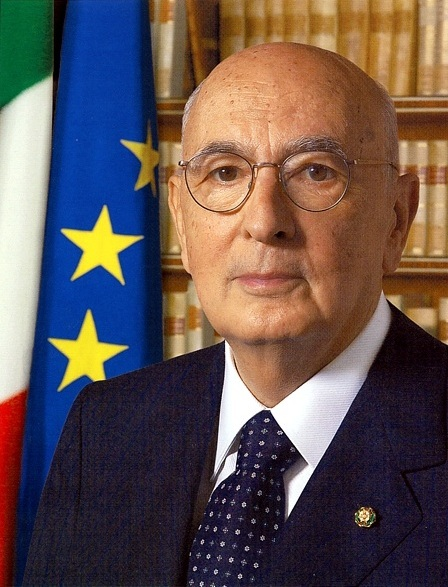
Giorgio Napolitano en 2006.

La mayoría de la coalición de centroizquierda, el 7 de mayo de 2006, respaldó oficialmente a Giorgio Napolitano como su candidato en las elecciones presidenciales que comenzaron el 8 de mayo. El Vaticano lo respaldó como presidente a través de su periódico oficial, L'Osservatore Romano, justo después de que La Unión lo nombrara como su candidato, al igual que Marco Follini, exsecretario de la Unión de los Demócratas Cristianos y de Centro, miembro de la Casa de las Libertades. Napolitano fue elegido el 10 de mayo, en la cuarta ronda de votaciones, la primera de las cuales requirió solo una mayoría absoluta, a diferencia de las tres primeras que requirieron dos tercios de los votos, con 543 votos (de un posible 1009). A la edad de 80 años, se convirtió en el primer ex Comunista en convertirse en Presidente de Italia.
Menos de un año después de haber ganado las elecciones, el 21 de febrero de 2007, Prodi presentó su renuncia al presidente Napolitano después de que el gobierno fuera derrotado en el Senado por 2 votos en una votación sobre política exterior. El 24 de febrero, el presidente Napolitano lo invitó a regresar a su cargo y enfrentar un voto de confianza. Las principales causas de fricción dentro de la coalición fueron, la Ley de perdón de 2006 (criticada por la derecha y el partido Italia de los Valores), un proyecto de ley para establecer uniones civiles (vetadas por los Demócratas Cristianos), la participación continua de Italia en Afganistán (fuertemente rechazada por partidos de izquierda) y, finalmente, el arresto domiciliario muy publicitado de la esposa de Clemente Mastella (entonces un político prominente a nivel regional) por un escándalo de corrupción. El partido de Mastella, UDEUR, tuvo suficientes escaños en el Senado para que su decisión final de retirar su apoyo al gobierno significara el fin de la legislatura el 6 de febrero de 2008. Mastella, quien también renunció a su cargo como Ministro de Justicia, citó la falta de apoyo personal de sus socios de la coalición como una de las razones detrás de su decisión, junto con una propuesta de reforma del sistema electoral que habría dificultado que pequeños partidos como el suyo obtuvieran escaños en el Parlamento Italiano.

### La fundación del Partido Democrático

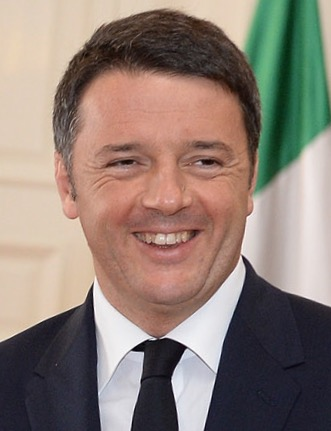
Matteo Renzi en 2015.

El Partido Democrático fue fundado el 14 de octubre de 2007 como una fusión de varios partidos de centroizquierda que habían formado parte de La Unión en las elecciones generales de 2006. En la fundación, la mayoría del PD estaba formado por los Demócratas de Izquierda (herederos del Partido Comunista Italiano) y la inspirada en gran medida del catolicismo Democracia es Libertad-La Margarita. Dentro del partido, los izquierdistas cristianos, que son herederos directos de la izquierda de la antigua Democracia Cristiana, desempeñan un papel importante. Después de la renuncia de Silvio Berlusconi como primer ministro en noviembre de 2011, el PD dio apoyo externo al gobierno tecnocrático de Mario Monti.
Tras las elecciones generales de 2013 y las elecciones al Parlamento Europeo de 2014, el PD fue el partido más grande de la Cámara de Diputados, del Senado y del Parlamento Europeo, respectivamente. Desde abril de 2013, debido a los resultados no concluyentes de las elecciones generales de 2013 celebradas en febrero a pesar de ser el partido más grande de la coalición de centroizquierda Italia. Bien Común de Pier Luigi Bersani, el miembro del PD Enrico Letta fue primer ministro al frente de un gobierno sostenido por una gran coalición que incluía a El Pueblo de la Libertad (que luego fue reemplazado por Nueva Centroderecha), Elección Cívica y la Unión de Centro (más tarde reemplazado por Populares por Italia). Tras su elección como líder del partido, en febrero de 2014, Matteo Renzi pidió una "nueva fase" y, en consecuencia, la junta nacional del partido votó para pedirle a Letta que renunciara. Posteriormente, Renzi asumió el cargo de primer ministro al frente de la misma coalición.
A partir de 2015, aparte del gobierno nacional, los Demócratas encabezaron quince de los veinte gobiernos regionales y funcionaron como socios de la coalición en Trentino-Alto Adige/Südtirol. El referéndum constitucional de 2016 fue apoyado por la mayoría de la coalición de centroizquierda. Dentro de la coalición de centroizquierda, solo la Unión de Centro, la Federación de Los Verdes, la Unión Valdostana Progresista, la Unión Eslovena y la Unión Popular Cristiana hicieron campaña por el voto "No". El referéndum se perdió con el 41% de "Sí" contra el 59% de los votos de "No". Después del referéndum, Renzi presentó su dimisión como primer ministro y Paolo Gentiloni, también miembro del PD, se convirtió en su sucesor. En las elecciones generales de 2018, la centroizquierda obtuvo su peor resultado: 22,9% de los votos, muy por detrás de la coalición de centroderecha y el Movimiento 5 Estrellas. Tras la derrota, Renzi renunció como secretario del PD y su adjunto Maurizio Martina asumió como secretario interino.
En septiembre de 2019, el PD formó un gobierno de coalición con el M5S y el partido de izquierda escindido del PD Libres e Iguales (LeU), que contó con el apoyo de los miembros de la coalición de centroizquierda en 2018. Tras la crisis del gobierno de Italia de 2021, causada por el partido centrista Italia Viva (IV) de Renzi, Giuseppe Conte fue reemplazado por Mario Draghi. En febrero de 2021, se creó un gobierno de unidad nacional que incluía al PD, la MS5, la IV, el Artículo Uno, la FI de Berlusconi y la rebautizada Liga de Matteo Salvini. El gobierno Draghi colapsó durante la crisis del gobierno de Italia de 2022, lo que provocó la dimisión de Draghi como primer ministro en julio y la convocatoria de elecciones generales anticipadas para septiembre. Para las elecciones generales de Italia de 2022, la coalición de centroizquierda se centró en la lista electoral Italia Democrática y Progresista del PD, que estaba aliada con las listas Compromiso Cívico, la Alianza Verdes e Izquierda, y Más Europa. Debido a la ley electoral italiana de 2015 que fue apoyada por Renzi y que favorecía la unidad y la coalición, la coalición de centroizquierda, que no pudo formar alianzas con el M5S (acusado de provocar la caída del gobierno de Draghi) y las escisiones centristas del PD que se oponían a los partidos de izquierda de la coalición, fue derrotada por la coalición de centroderecha liderada por Hermanos de Italia (la única de la coalición de centroderecha que se opuso al gobierno de Draghi) de Giorgia Meloni, quien regresó al poder por primera vez desde 2011.

## El Olivo (1995–2005)

### 1996-1998
Durante el Primer Gobierno Prodi, la coalición estaba compuesta por ocho partidos:
| Partido | Partido                                   | Ideología              | Líder               |
| ------- | ----------------------------------------- | ---------------------- | ------------------- |
|         | Partido Democrático de la Izquierda (PDS) | Socialismo democrático | Massimo D'Alema     |
|         | Partido Popular Italiano (PPI)            | Democracia cristiana   | Franco Marini       |
|         | Renovación Italiana (RI)                  | Liberalismo            | Lamberto Dini       |
|         | Federación de los Verdes (FdV)            | Política verde         | Carlo Ripa di Meana |
|         | Socialistas Italianos (SI)                | Socialdemocracia       | Enrico Boselli      |
|         | Unión Democrática (UD)                    | Socioliberalismo       | Antonio Maccanico   |
|         | Partido Republicano Italiano (PRI)        | Liberalismo            | Giorgio La Malfa    |
|         | Pacto Segni (PS)                          | Centrismo              | Mario Segni         |
|         | Federación de los Liberales (FdL)         | Liberalismo            | Valerio Zanone      |

1. ↑  Seis partidos asociados menores del PDS se fusionarían con este partido en 1998: la Federación Laborista, los Cristianos Sociales, la Izquierda Republicana, el Movimiento de Comunistas Unitarios, los Reformistas por Europa y la Federación Democrática, este último un partido regional en Cerdeña.
2. 1 2 3 4  Los cuatro partidos disputaron las elecciones en la lista conjunta Populares por Prodi, junto con el Partido Popular Sudtirolés (vea abajo).
3. 1 2 3  Los tres partidos disputaron la elección en una lista conjunta llamada así por Renovación Italiana y el Movimiento Democrático Italiano.

La coalición tenía seis socios regionales:
| Partido | Partido                                     | Región         | Ideología          | Líder             |
| ------- | ------------------------------------------- | -------------- | ------------------ | ----------------- |
|         | Unión Valdostana (UV)                       | Valle de Aosta | Regionalismo       | Luciano Caveri    |
|         | Partido Popular Sudtirolés (SVP)            | Tirol del Sur  | Regionalismo       | Siegfried Brugger |
|         | Partido Autonomista Trentino Tirolés (PATT) | Trentino       | Regionalismo       | Walter Kaswalder  |
|         | Unión Autonomista Ladina (UAL)              | Trentino       | Progresismo        | Giuseppe Detomas  |
|         | Liga Véneta Autonomísta (LAV)               | Véneto         | Regionalismo       | Mario Rigo        |
|         | Partido Sardo de Acción (PSd'Az)            | Cerdeña        | Nacionalismo sardo | Franco Meloni     |

1. 1 2  Los dos partidos disputaron la elección del senado en una lista conjunta.

La coalición fue respaldada externamente por:
| Partido | Partido                                   | Ideología | Líder             |
| ------- | ----------------------------------------- | --------- | ----------------- |
|         | Partido de la Refundación Comunista (PRC) | Comunismo | Fausto Bertinotti |

El Olivo tenía un acuerdo electoral con el PRC, bajo el cual algunos distritos electorales de un solo escaño se reservaron para el partido, que se desarrolló bajo la bandera de la Alianza de los Progresistas, la coalición de izquierda (incluidos el PDS y el PRC) el cual participó las elecciones generales de 1994.

### 1998-2001
En 1998, el Partido de la Refundación Comunista derrocó al Segundo Gobierno Prodi con una facción escindida formando el Partido de los Comunistas Italianos. En el período 1998-2001, durante los dos gobiernos liderados por Massimo D'Alema (Gobierno I y Gobierno II, 1998–2000) y uno liderado por de Giuliano Amato (Segundo Gobierno Amato, 2000–2001), la coalición estuvo formada por ocho partidos:
| Partido | Partido                                    | Ideología            | Líder                                 |
| ------- | ------------------------------------------ | -------------------- | ------------------------------------- |
|         | Demócratas de Izquierda (DS)               | Socialdemocracia     | Walter Veltroni                       |
|         | Partido Popular Italiano (PPI)             | Democracia cristiana | Franco Marini / Pierluigi Castagnetti |
|         | Los Demócratas (Dem)                       | Centrismo            | Romano Prodi / Arturo Parisi          |
|         | Renovación Italiana (RI)                   | Liberalismo          | Lamberto Dini                         |
|         | Partido de los Comunistas Italianos (PdCI) | Comunismo            | Armando Cossutta / Oliviero Diliberto |
|         | Socialistas Demócratas Italianos (SDI)     | Socialdemocracia     | Enrico Boselli                        |
|         | Federación de los Verdes (FdV)             | Política verde       | Luigi Manconi / Grazia Francescato    |
|         | Unión Democrática por la República (UDR)   | Democracia cristiana | Clemente Mastella                     |
|         | Unión de Demócratas por Europa (UDEUR)     | Democracia cristiana | Clemente Mastella                     |

1. ↑  El partido no participó en el segundo gabinete de D'Alema y formó brevemente la coalición La Margarita, junto con el Partido Republicano Italiano y la Unión por la República.
2. ↑  Hasta febrero de 1999.
3. ↑  Desde mayo de 1999.

### Elecciones generales de 2001
En las elecciones generales de 2001, la coalición, dirigida por Francesco Rutelli, estaba compuesta por diez partidos:
| Partido | Partido                                    | Ideología               | Líder                 |
| ------- | ------------------------------------------ | ----------------------- | --------------------- |
|         | Demócratas de Izquierda (DS)               | Socialdemocracia        | Walter Veltroni       |
|         | Partido Popular Italiano (PPI)             | Democracia cristiana    | Pierluigi Castagnetti |
|         | Los Demócratas (Dem)                       | Centrismo               | Arturo Parisi         |
|         | Renovación Italiana (RI)                   | Liberalismo             | Lamberto Dini         |
|         | Unión de Demócratas por Europa (UDEUR)     | Democracia cristiana    | Clemente Mastella     |
|         | Partido de los Comunistas Italianos (PdCI) | Comunismo               | Oliviero Diliberto    |
|         | Socialistas Demócratas Italianos (SDI)     | Socialdemocracia        | Enrico Boselli        |
|         | Federación de los Verdes (FdV)             | Política verde          | Grazia Francescato    |
|         | Federación de los Liberales (FdL)          | Liberalismo             | Valerio Zanone        |
|         | Nuevo País (PN)                            | Política unidireccional | –                     |

1. 1 2 3 4 5  Los cinco partidos disputaron las elecciones dentro de la lista conjunta Democracia es Libertad-La Margarita (DL).
2. 1 2  Los dos partidos disputaron la elección en la lista conjunta El Girasol.
3. ↑  Nuevo País era una lista civetta.

La coalición tenía nueve socios regionales:
| Partido | Partido                          | Región               | Ideología        | Líder             |
| ------- | -------------------------------- | -------------------- | ---------------- | ----------------- |
|         | Unión Valdostana (UV)            | Valle de Aosta       | Regionalismo     | Luciano Caveri    |
|         | Stella Alpina (SA)               | Valle de Aosta       | Regionalismo     | Maurizio Martin   |
|         | Federación Autonomista (FA)      | Valle de Aosta       | Regionalismo     | Guglielmo Piccolo |
|         | Verdes Alternativa (LA)          | Valle de Aosta       | Política verde   | Riccarand Elio    |
|         | Partido Popular Sudtirolés (SVP) | Tirol del Sur        | Regionalismo     | Siegfried Brugger |
|         | Lista Cívica Margarita (CM)      | Trentino             | Regionalismo     | Lorenzo Dellai    |
|         | Unión Autonomista Ladina (UAL)   | Trentino             | Progresismo      | Giuseppe Detomas  |
|         | Con Illy por Trieste             | Friuli-Venecia Julia |                  | Riccardo Illy     |
|         | Lista Mancini (PSE)              | Calabria             | Socialdemocracia | Giacomo Mancini   |

### Elecciones europeas de 2004
En las elecciones al Parlamento Europeo de 2004, La lista conjunta Unidos en El Olivo, estaba compuesta por cuatro partidos:
| Partido | Partido                                  | Ideología        | Líder             |
| ------- | ---------------------------------------- | ---------------- | ----------------- |
|         | Demócratas de Izquierda (DS)             | Socialdemocracia | Piero Fassino     |
|         | Democracia es Libertad-La Margarita (DL) | Centrismo        | Francesco Rutelli |
|         | Socialistas Demócratas Italianos (SDI)   | Socialdemocracia | Enrico Boselli    |
|         | Movimiento Republicanos Europeos (MRE)   | Socioliberalismo | Luciana Sbarbati  |

La coalición tenía cinco socios regionales:
| Partido | Partido                                     | Región               | Ideología                | Líder             |
| ------- | ------------------------------------------- | -------------------- | ------------------------ | ----------------- |
|         | Partido Popular Sudtirolés (SVP)            | Tirol del Sur        | Regionalismo             | Siegfried Brugger |
|         | Partido Autonomista Trentino Tirolés (PATT) | Trentino             | Regionalismo             | Giacomo Bezzi     |
|         | Lista Cívica Margarita (CM)                 | Trentino             | Regionalismo             | Lorenzo Dellai    |
|         | Unión Autonomista Ladina (UAL)              | Trentino             | Progresismo              | Giuseppe Detomas  |
|         | Unión Valdostana (UV) y aliados             | Valle de Aosta       | Regionalismo             | Manuela Zublena   |
|         | Unión Eslovena (SSk)                        | Friuli-Venecia Julia | Derechos de las minorías | Peter Močnik      |

## La Unión (2005–2008)

### Elecciones generales de 2006
En las elecciones generales de 2006, la coalición estuvo compuesta por dieciséis partidos:
| Partido | Partido                                        | Ideología                     | Líder                   |
| ------- | ---------------------------------------------- | ----------------------------- | ----------------------- |
|         | Demócratas de Izquierda (DS)                   | Socialdemocracia              | Piero Fassino           |
|         | Democracia es Libertad-La Margarita (DL)       | Centrismo                     | Francesco Rutelli       |
|         | Partido de la Refundación Comunista (PRC)      | Comunismo                     | Fausto Bertinotti       |
|         | Socialistas Demócratas Italianos (SDI)         | Socialdemocracia              | Enrico Boselli          |
|         | Radicales Italianos (Rad)                      | Liberalismo                   | Emma Bonino             |
|         | Italia de los Valores (IdV)                    | Anticorrupción                | Antonio Di Pietro       |
|         | Partido de los Comunistas Italianos (PdCI)     | Comunismo                     | Oliviero Diliberto      |
|         | Federación de los Verdes (FdV)                 | Política verde                | Alfonso Pecoraro Scanio |
|         | Unión de Demócratas por Europa (UDEUR)         | Democracia cristiana          | Clemente Mastella       |
|         | Partido de los Pensionistas (PP)               | Intereses de los Pensionistas | Carlo Fatuzzo           |
|         | Los Socialistas Italianos (SI)                 | Socialdemocracia              | Bobo Craxi              |
|         | Lista de los Consumidores (LC)                 | Protección al consumidor      | Renato Campiglia        |
|         | Consumidores Unidos                            | Protección al consumidor      | Bruno De Vita           |
|         | Partido Socialista Democrático Italiano (PSDI) | Socialdemocracia              | Giogio Carta            |
|         | Movimiento Republicanos Europeos (MRE)         | Socioliberalismo              | Luciana Sbarbati        |
|         | Demócratas Cristianos Unidos (DCU)             | Democracia cristiana          | Giovanni Mongiello      |

1. 1 2 3  Los tres partidos disputaron las elecciones dentro de la lista conjunta de El Olivo. En 2007 formarían el Partido Democrático.
2. 1 2  Los dos partidos disputaron las elecciones dentro de la lista conjunta Rosa en el Puño.
3. 1 2 3 4 5  Las listas liberales y seculares fueron apoyadas por la Federación de los Liberales.
4. ↑  Incluye a la Democracia Cristiana, a Los Liberales-Sgarbi y al Partido Demócrata del Sur.
5. ↑  El PSDI participó en las elecciones dentro de la lista conjunta de El Olivo, pero el PSDI no se unió al Partido Democrático.

La Unión fue apoyada por los Autonomistas por Europa y el Nuevo Partido de Acción.
La coalición tenía nueve socios regionales:
| Partido | Partido                                     | Región         | Ideología           | Líder               |
| ------- | ------------------------------------------- | -------------- | ------------------- | ------------------- |
|         | Autonomía Libertad Democracia (ALD)         | Valle de Aosta | Regionalismo        | Carlo Perrin        |
|         | Partido Popular Sudtirolés (SVP)            | Tirol del Sur  | Regionalismo        | Elmar Pichler Rolle |
|         | Partido Autonomista Trentino Tirolés (PATT) | Trentino       | Regionalismo        | Ugo Rossi           |
|         | Lista Cívica Margarita (CM)                 | Trentino       | Regionalismo        | Lorenzo Dellai      |
|         | Unión Autonomista Ladina (UAL)              | Trentino       | Progresismo         | Giuseppe Detomas    |
|         | Liga Autonomía Lombarda (LAL)               | Lombardía      | Regionalismo        | Matteo Brivio       |
|         | Liga Fronte Veneto (LFV)                    | Véneto         | Nacionalismo véneto | Fabrizio Comencini  |
|         | Partido Demócrata del Sur (PDM)             | Calabria       | Centrismo           | Agazio Loiero       |
|         | Lista Mancini (PSE)                         | Calabria       | Socialdemocracia    | Giacomo Mancini Jr. |
|         | Proyecto Cerdeña (PS)                       | Cerdeña        | Socialdemocracia    | Renato Soru         |

1. ↑  También incluye a Valle de Aosta Vivo y la Renovación Valdostana.
2. 1 2  Miembros fundadores del Partido Democrático.

## Coaliciones lideradas por el PD (2008-presente)

### Elecciones generales de 2008
En las elecciones generales de 2008, la coalición, liderada por Walter Veltroni, estaba compuesta por tres partidos:
| Partido | Partido                     | Ideología        | Líder             |
| ------- | --------------------------- | ---------------- | ----------------- |
|         | Partido Democrático (PD)    | Socialdemocracia | Walter Veltroni   |
|         | Italia de los Valores (IdV) | Anticorrupción   | Antonio Di Pietro |
|         | Partido Socialista (PS)     | Socialdemocracia | Enrico Boselli    |

1. ↑  Incluyendo también a los Radicales Italianos, el Movimiento Republicanos Europeos, los Moderados y la Unión Eslovena (vea abajo).[25] y las negociaciones con la Federación de los Liberales fracasaron.
2. ↑  solo en Tirol del Sur (vea abajo).

La coalición tenía cuatro socios regionales:
| Partido | Partido                                     | Región               | Ideología                | Líder            |
| ------- | ------------------------------------------- | -------------------- | ------------------------ | ---------------- |
|         | Autonomía Libertad Democracia (ALD)         | Valle de Aosta       | Regionalismo             | Roberto Louvin   |
|         | Partido Popular Sudtirolés (SVP)            | Tirol del Sur        | Regionalismo             | Philipp Achammer |
|         | Partido Autonomista Trentino Tirolés (PATT) | Trentino             | Regionalismo             | Ugo Rossi        |
|         | Lista Cívica Margarita (CM)                 | Trentino             | Regionalismo             | Lorenzo Dellai   |
|         | Unión Eslovena (SSk)                        | Friuli-Venecia Julia | Derechos de las minorías | Peter Močnik     |

1. ↑  También incluye a Valle de Aosta Vivo y la Renovación Valdostana.
2. 1 2  El PD, IdV, el PS, el PATT, la CM y el SVP participaron en la elección del Senado en una lista conjunta en Tirol del Sur.[26]

### Elecciones generales de 2013
En las elecciones generales de 2013, la coalición se presentó como Italia. Bien Común, bajo el liderazgo de Pier Luigi Bersani, y estaba compuesta por cuatro partidos:
| Partido | Partido                           | Ideología              | Líder              |
| ------- | --------------------------------- | ---------------------- | ------------------ |
|         | Partido Democrático (PD)          | Socialdemocracia       | Pier Luigi Bersani |
|         | Izquierda Ecología Libertad (SEL) | Socialismo democrático | Nichi Vendola      |
|         | Centro Democrático (CD)           | Centrismo              | Bruno Tabacci      |
|         | Partido Socialista Italiano (PSI) | Socialdemocracia       | Riccardo Nencini   |

1. ↑  También incluye a la Unión Eslovena (vea abajo).[25]
2. ↑  También incluye a la Alianza por Italia y Derechos y Libertad.

La coalición tenía nueve socios regionales:
| Partido | Partido                                     | Región               | Ideología                | Líder                             |
| ------- | ------------------------------------------- | -------------------- | ------------------------ | --------------------------------- |
|         | Unión Progresista Valdostana (UVP)          | Valle de Aosta       | Regionalismo             | Laurent Viérin                    |
|         | Autonomía Libertad Participación Ecología   | Valle de Aosta       | Regionalismo             | Carlo Perrin                      |
|         | Moderados (M)                               | Piamonte             | Centrismo                | Giacomo Portas                    |
|         | Partido Popular Sudtirolés (SVP)            | Tirol del Sur        | Regionalismo             | Richard Theiner                   |
|         | Verdes de Tirol del Sur (Grüne)             | Tirol del Sur        | Política verde           | Sepp Kusstatscher, Brigitte Foppa |
|         | Partido Autonomista Trentino Tirolés (PATT) | Trentino             | Regionalismo             | Franco Panizza                    |
|         | Unión por Trentino (UpT)                    | Trentino             | Regionalismo             | Lorenzo Dellai                    |
|         | Unión Eslovena (SSk)                        | Friuli-Venecia Julia | Derechos de las minorías | Peter Močnik                      |
|         | El Megáfono - Lista Crocetta                | Sicilia              | Regionalismo             | Rosario Crocetta                  |

1. ↑  Partido asociado con Izquierda, Ecología y Libertad.

### Elecciones generales de 2018
En las elecciones generales de 2018 la coalición estaba compuesta por cuatro listas electorales:
| Partido | Partido                   | Ideología        | Líder             |
| ------- | ------------------------- | ---------------- | ----------------- |
|         | Partido Democrático (PD)  | Socialdemocracia | Matteo Renzi      |
|         | Más Europa (+E)           | Liberalismo      | Emma Bonino       |
|         | Juntos (I)                | Progresismo      | Giulio Santagata  |
|         | Lista Cívica Popular (CP) | Centrismo        | Beatrice Lorenzin |

1. ↑  Incluye a Moderados (vea abajo).
2. ↑  Incluye los Radicales Italianos, Forza Europa, el Centro Democrático y Área Progresista.
3. ↑  Incluye a Partido Socialista Italiano, la Federación de los Verdes y Área Cívica.
4. ↑  Incluye Alternativa Popular, Italia de los Valores, los Centristas por Europa, Democracia Solidaria, la Unión por Trentino (vea abajo) – poco afiliado a la Democracia Solidaria a nivel nacional –, Italia es Popular, la Unión Popular Cristiana e Italia Popular.

La coalición tiene siete socios regionales:
| Partido | Partido                                         | Región         | Ideología    | Líder             |
| ------- | ----------------------------------------------- | -------------- | ------------ | ----------------- |
|         | Unión Valdostana (UV)                           | Valle de Aosta | Regionalismo | Ennio Pastoret    |
|         | Unión Progresista Valdostana (UVP)              | Valle de Aosta | Regionalismo | Laurent Viérin    |
|         | Edelweiss Popular Autonomista Valdostano (EPAV) | Valle de Aosta | Regionalismo | Mauro Baccega     |
|         | Moderados (M)                                   | Piamonte       | Centrismo    | Giacomo Portas    |
|         | Partido Popular Sudtirolés (SVP)                | Tirol del Sur  | Regionalismo | Philipp Achammer  |
|         | Partido Autonomista Trentino Tirolés (PATT)     | Trentino       | Regionalismo | Franco Panizza    |
|         | Unión por Trentino (UpT)                        | Trentino       | Regionalismo | Tiziano Mellarini |

### Elecciones generales de 2022
En las elecciones generales de 2022 la coalición estaba compuesta por 4 listas electorales:
| Partido | Partido                                                         | Ideología        | Líder          |
| ------- | --------------------------------------------------------------- | ---------------- | -------------- |
|         | Partido Democrático - Italia Democrática y Progresista (PD–IDP) | Socialdemocracia | Enrico Letta   |
|         | Más Europa (+E)                                                 | Liberalismo      | Emma Bonino    |
|         | Compromiso Cívico (CP)                                          | Centrismo        | Luigi Di Maio  |
|         | Alianza Verdes e Izquierda (AVS)                                | Ecosocialismo    | Angelo Bonelli |

1. ↑  Incluyendo al Partido Democrático (PD), Artículo Uno (Art.1), Partido Socialista Italiano (PSI), Democracia Solidaria (DemoS), Movimiento Republicanos Europeos (MRE), Volt Italia (Volt), Base Italiana (BASE), Emilia-Romaña Valiente, Radicales Italianos, Con Emiliano (CE), Centristas por Europa (CpE), Por Apulia (XLP), Green Italia (GI), èViva y apoyado por Ambiente 2050.[28]
2. ↑  Incluyendo a Forza Europa (FE) y a Team K (TK).
3. ↑  Incluyendo a Juntos por el Futuro (IpF), Centro Democrático (CD) y a Propuesta Socialista Democrática Innovadora (PSDI).
4. ↑  Incluyendo a Izquierda Italiana (SI), Europa Verde (EV), Posible (Pos), Igualdad de Derechos Ambientales (ADU), Verdes de Tirol del Sur (Grüne) y a Progresistas Sardos (PS).

La coalición participó en las elecciones en algunas regiones bajo los siguientes lemas:
| Partido | Partido                                    | Región               | Ideología | Líder  |
| ------- | ------------------------------------------ | -------------------- | --------- | ------ |
|         | Valle de Aosta (VdA)                       | Valle de Aosta       | Varios    | Varios |
|         | Alianza Democrática por la Autonomía (ADU) | Trentino-Alto Adigio | Varios    | Varios |

1. ↑  Lista conjunta compuesta por Unión Valdostana, Alianza Valdostana, Stella Alpina, Valle de Aosta Unido, Partido Democrático y Acción - Italia Viva.
2. ↑  Lista conjunta compuesta por Partido Democrático, Alianza Verdes e Izquierda, Más Europa, Acción - Italia Viva y Campobase.

Hubo acuerdos regionales entre la coalición de centroizquierda y Acción - Italia Viva en Trentino para las elecciones al Senado y en el Valle de Aosta para las elecciones a la Cámara y al Senado. En cambio, la Izquierda Italiana participó por su cuenta con el Movimiento 5 Estrellas y Área Democrática en el Valle de Aosta.

## Resultados electorales

### Parlamento Italiano
| Elección | Líder              | Cámara de Diputados | Cámara de Diputados | Cámara de Diputados | Cámara de Diputados | Cámara de Diputados | Senado de la República | Senado de la República | Senado de la República | Senado de la República | Senado de la República |
| Elección | Líder              | Votos               | %                   | Escaños             | +/–                 | Posición            | Votos                  | %                      | Escaños                | +/–                    | Posición               |
| -------- | ------------------ | ------------------- | ------------------- | ------------------- | ------------------- | ------------------- | ---------------------- | ---------------------- | ---------------------- | ---------------------- | ---------------------- |
| 1996     | Romano Prodi       | 16.355.985          | 43,6                | 322/630             | 109                 | 1ero                | 14.548.006             | 44,6                   | 167/315                | 44                     | 1ero                   |
| 2001     | Francesco Rutelli  | 16.209.944          | 43,5                | 247/630             | 75                  | 2do                 | 13.282.495             | 39,2                   | 128/315                | 41                     | 2do                    |
| 2006     | Romano Prodi       | 19.036.986          | 49,8                | 348/630             | 101                 | 1ero                | 17.118.364             | 49,2                   | 158/315                | 30                     | 2do                    |
| 2008     | Walter Veltroni    | 13.689.303          | 37,5                | 239/630             | 109                 | 2do                 | 12.457.182             | 38,7                   | 130/315                | 28                     | 2do                    |
| 2013     | Pier Luigi Bersani | 10.047.603          | 29,5                | 345/630             | 106                 | 1ero                | 9.686.683              | 31,6                   | 127/315                | 3                      | 1ero                   |
| 2018     | Matteo Renzi       | 7.506.723           | 22,9                | 122/630             | 223                 | 3ro                 | 6.947.199              | 23,0                   | 58/315                 | 69                     | 3ro                    |
| 2022     | Enrico Letta       | 7.337.975           | 26,1                | 85/400              | 37                  | 2do                 | 7.161.688              | 26,0                   | 44/200                 | 16                     | 2do                    |

### Consejos Regionales
| Región               | Año electoral | Votos            | %    | Escaños | +/−         |
| -------------------- | ------------- | ---------------- | ---- | ------- | ----------- |
| Valle de Aosta       | 2020          | 10.106 (3ero)    | 15,5 | 7/35    | 7           |
| Piamonte             | 2024          | 582.399 (2do)    | 35,2 | 17/51   | 3           |
| Lombardía            | 2023          | 945.148 (2do)    | 32,8 | 24/80   | 7           |
| Tirol del Sur        | 2023          | 66.353           | 23,6 | 8/35    | 2           |
| Trentino             | 2023          | 78.545 (2do)     | 33,8 | 13/35   | 5           |
| Véneto               | 2020          | 337.454 (2do)    | 16,4 | 9/51    | 3           |
| Friuli-Venecia Julia | 2023          | 117.469 (2do)    | 29,7 | 18/49   | Sin cambios |
| Emilia-Romaña        | 2024          | 857.144 (1ro)    | 57,4 | 34/50   | 5           |
| Liguria              | 2024          | 269.186 (2do)    | 47,9 | 13/31   | 1           |
| Toscana              | 2020          | 764.123 (1ero)   | 47,1 | 25/41   | Sin cambios |
| Marcas               | 2020          | 227.183 (2do)    | 36,5 | 9/31    | 10          |
| Umbria               | 2024          | 161.294 (1ro)    | 50,2 | 13/21   | 5           |
| Lacio                | 2023          | 519.066 (2do)    | 33,6 | 15/50   | 9           |
| Abruzos              | 2024          | 262.565 (2do)    | 45,3 | 12/31   | Sin cambios |
| Molise               | 2023          | 48.936 (2do)     | 34,6 | 7/21    | 1           |
| Campania             | 2020          | 1.616.540 (1ero) | 68,6 | 33/51   | 2           |
| Apulia               | 2020          | 759.732 (1ero)   | 45,3 | 28/51   | 2           |
| Basilicata           | 2024          | 108.135 (2do)    | 41,4 | 8/21    | Sin cambios |
| Calabria             | 2021          | 208.980 (2do)    | 27,4 | 8/30    | 2           |
| Sicilia              | 2022          | 341.252 (3ro)    | 16,1 | 11/70   | 2           |
| Cerdeña              | 2024          | 293.288 (2do)    | 42,5 | 36/60   | 12          |

1. 1 2 3 4 5 6 7 8 9 10  La coalición de centroizquierda participó con el Movimiento 5 Estrellas.
2. ↑  En Tirol del Sur, la coalición de centroizquierda participó dividida
3. ↑  La coalición de centroderecha ganó la votación de partidos pero perdió las elecciones presidenciales.